# دریاچه سایران
دریاپه سایران (به قزاقی: Sayran Lake) یک آبگیر و مخزن سد در قزاقستان است که در آلماتی واقع شده‌است.